# صاصل كريتي
صاصل كريتي (الاسم العلمي: Ornithogalum creticum) هو نوع نباتي يتبع جنس الصاصل من فصيلة الهليونية.